# Pardosa longisepta
Pardosa longisepta là một loài nhện trong họ Lycosidae.
Loài này thuộc chi Pardosa. Pardosa longisepta được Jun Chen & Da-xiang Song miêu tả năm 2002.